# Třída Shakespeare
Třída Shakespeare byla třída vůdčích lodí torpédoborců Royal Navy z období první světové války. Jejich oficiální britské označení je Thornycroft type destroyer leader. Pro britské námořnictvo jich bylo postaveno pět kusů. Ve službě byly v letech 1917–1945. Nasazeny byly za obou světových válek. V boji byl jeden potopen. Zbývající byly vyřazeny.
Na základě třídy Shakespeare byly vyvinuty také rumunské torpédoborce třídy Regele Ferdinand (2 ks).

## Pozadí vzniku
Torpédoborce postavila loděnice Thornycroft ve Woolstonu. Celkem bylo objednáno sedm jednotek této třídy. Po skončení první světové války byla stavba dvou plavidel zrušena a dvě byly postaveny s několikaletým zpožděním. Do služby přijaty v letech 1917–1925.
Jednotky třídy Shakespeare:
| Jméno                 | Založení kýlu | Spuštěn    | Vstup do služby                       | Osud |
| --------------------- | ------------- | ---------- | ------------------------------------- | --- |
| HMS Shakespeare       | 2.10.1916     | 7.7.1917   | 10.10.1917                            | V roce 1936 prodán do šrotu.                                                                                               |
| HMS Spenser           | 9.10.1916     | 22.9.1917  | 12.12.1917                            | V roce 1936 prodán do šrotu.                                                                                               |
| HMS Wallace           | 15.8.1917     | 26.10.1918 | 14.2.1919                             | V roce 1945 prodán do šrotu.                                                                                               |
| HMS Keppel            | 10.1918       | 23.4.1920  | 12.1924 (sporné, i 20.1. a 15.4.1925) | V roce 1945 prodán do šrotu.                                                                                               |
| HMS Brooke (ex Rooke) | 10.1918       | 16.9.1920  | 15.4.1925                             | Dne 9. listopadu 1942 poškozen francouzskými pobřežními bateriemi, druhý den byl posádkou potopen severovýchodně od Oranu. |
| HMS Saunders          | 1918          | –          | –                                     | Stavba zrušena roku 1919.                                                                                                  |
| HMS Spragge           | 1918          | –          | –                                     | Stavba zrušena roku 1919.                                                                                                  |

## Konstrukce

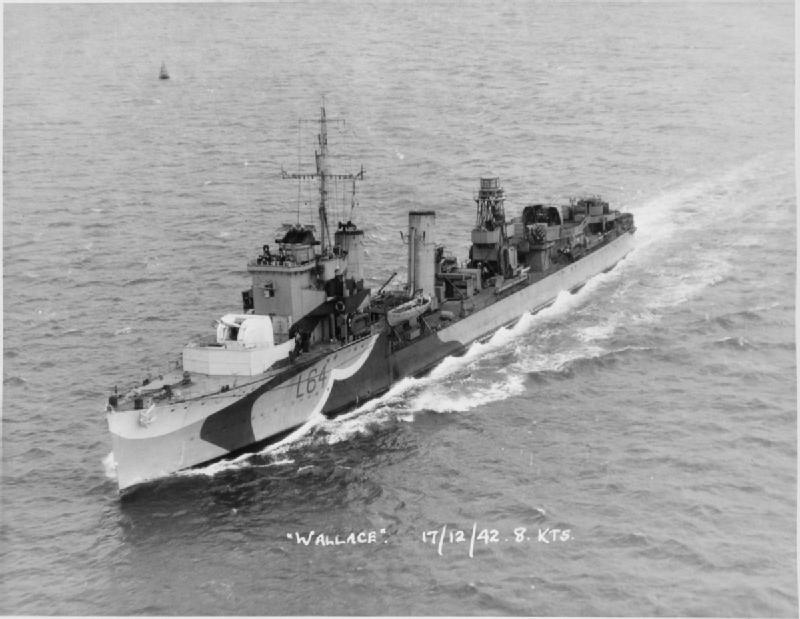
HMS Wallace za druhé světové války

Po dokončení nesly pět 120mm kanónů, jeden 76mm kanón, dva 40mm kanóny, dva trojhlavňové 533mm torpédomety, dále dva vrhače a jednu skluzavku hlubinných pum. Pohonný systém tvořily čtyři kotle Yarrow a dvě sady turbín Brown-Curtis o výkonu 40 000 hp, pohánějící dva lodní šrouby. Nejvyšší rychlost dosahovala 36 uzlů. Dosah byl 5000 námořních mil při rychlosti 15 uzlů.